# Fallon (Nevada)
Fallon is een plaats (city) in de Amerikaanse staat Nevada, en valt bestuurlijk gezien onder Churchill County. De stad ligt in de woestijn van het Grote Bekken en kent een koud woestijnklimaat (Köppen BWk). Ten noorden van de stad stroomt de Carson. Ondanks het woestijnklimaat kan er aan landbouw gedaan door middel van irrigatie met water uit de Carson.

## Demografie
Bij de volkstelling in 2000 werd het aantal inwoners vastgesteld op 7536. In 2006 is het aantal inwoners door het United States Census Bureau geschat op 8403, een stijging van 867 (11,5%).

## Geografie
Volgens het United States Census Bureau beslaat de plaats een oppervlakte van 7,9 km², geheel bestaande uit land. Fallon ligt op ongeveer 1203 m boven zeeniveau.

## Plaatsen in de nabije omgeving
De onderstaande figuur toont nabijgelegen plaatsen in een straal van 48 km rond Fallon.

## Geboren
- Aarik Wilson (1982), hink-stap-springer en verspringer